# Petronius Probianus
Petronius Probianus (fl. aut. 322) était un homme politique de l'Empire romain.

## Vie
Il est le fils de Lucius Publilius Petronius Volusianus et de sa femme Anicia.
Il était consul en 322.
Il s'est marié avec Anicia, fille de Anicius Faustus et de sa femme Amnia Demetrias. Ils ont eu pour fils Petronius Probinus et pour fille Petronia Probina, femme de Rufus Festus Avienus.